# 兼平氏
兼平氏（かねひらし）は、津軽氏の支流で戦国時代から江戸時代にかけて同家に仕えた。

## 歴史
大浦氏当主大浦盛信・政信兄弟の弟盛純が領地兼平村に兼平館を築き、その名を姓にしたことに始まる（南朝の遺臣・兼平中書雅則の名跡を継がせたとの説もある）。盛純の嫡男綱則は、森岡信元・小笠原信浄と並び大浦三老の一人として、主君津軽為信の津軽統一戦の際に数々の武功を挙げた。その孫信孝の代には、「津軽」姓も許された。しかし、船橋騒動にて新参者の船橋長真・乾安儔らと対立した。その結果、寛永13年（1636年）1月喧嘩両成敗として乳井建定と共に長州萩藩毛利家お預けとなり、信孝が同地で没したため、本流は断絶となった。後に綱則の末子源八が後を継ぎ、再興された。

## 歴代当主
1. 兼平盛純
2. 兼平綱則
3. 兼平信秋
4. 兼平信孝